# 布鲁赫施泰特
布鲁赫施泰特是德国图林根州的一个市镇。总面积6.79平方公里，总人口252人，其中男性118人，女性134人（2011年12月31日），人口密度37人/平方公里。